# Mike Bucci
Michael Bucci, detto Mike Bucci (Toms River, 5 giugno 1972), è un wrestler statunitense di origini italiane, noto per i suoi trascorsi nella Extreme Championship Wrestling e nella World Wrestling Federation/Entertainment tra gli anni novanta e duemila, venendo ricordato principalmente in quest'ultima come Simon Dean.
Bucci è anche ricordato per aver dato vita, insieme a Blue Meanie e Stevie Richards, al Blue World Order, parodia del New World Order.

## Carriera

### Extreme Championship Wrestling (1995–2001)
Michael Bucci acquisì grande fama negli anni novanta nella Extreme Championship Wrestling (ECW), con il ring-name di Super Nova; all'epoca era noto per avere un parco mosse molto vasto. Nel 1996 entrò a far parte del Blue World Order (bWo), stable composta anche da Blue Meanie e Stevie Richards. Inizialmente i tre si presentarono come parodia del New World Order (nWo): per questo motivo Super Nova cambiò il suo nome in Hollywood Nova, imitazione di "Hollywood" Hulk Hogan.

### World Wrestling Entertainment (2004–2007)

#### Guru del fitness (2004–2005)
Dopo un periodo di prova nella Ohio Valley Wrestling (OVW), Bucci debuttò nella World Wrestling Entertainment (WWE) nel 2004 col nome di Simon Dean e con la gimmick d'un guru del fitness e promotore del Simon System, una sua linea personale d'integratori dietetici ed esercizi per il dimagrimento. Bucci non riuscì però a trovare molto spazio nel roster principale e, per questo motivo, combatté soprattutto ad Heat, dove formò un tag-team con Maven. Nelle sue due uniche apparizioni a Raw venne sconfitto da Kane ed Eugene.

#### Riunione del bWo (2005–2006)
Nella draft-lottery del 2005 Simon Dean passò nel roster di SmackDown!. Il 12 giugno 2005 fece una breve apparizione ad ECW: One Night Stand, con il personaggio di Hollywood Nova, riformando il Blue World Order (bWo) insieme a Blue Meanie e Stevie Richards ed attaccando The Sandman e Tommy Dreamer. Nella puntata di SmackDown! del 7 luglio il trio interruppe un discorso di John "Bradshaw" Layfield (JBL); nel corso della serata Blue Meanie sconfisse JBL in un No Disqualification match grazie all'interferenza di Batista. Al pay-per-view The Great American Bash il bWo venne sconfitto dai Mexicools (Juventud, Psicosis e Super Crazy) in un 6-Men Tag Team match; da quel momento in poi la stable non è mai più apparsa in WWE.

#### Varie faide e rilascio (2006–2007)
Nel frattempo Bucci, tornato alla gimmick di Simon Dean, ebbe una breve faida con il giovane Bobby Lashley, da cui venne facilmente sconfitto a No Mercy 2005. Dopo un breve periodo di inattività ritornò a Smackdown!, perdendo contro The Boogeyman.
Nella puntata dello show blu del 6 gennaio 2006 Simon Dean salì sul ring sfidando a sorpresa qualunque tag-team presente nel roster: ad accettare la sfida furono Paul London e Brian Kendrick, i WWE Tag Team Champions, che vennero però brutalmente assaliti dai debuttanti Gymini (Todd Gymini e Mike Gymini), i due nuovi testimonial del Simon System. La settimana successiva Dean si sdebitò con loro aiutandoli a vincere un match proprio contro Paul London e Brian Kendrick. Successivamente si qualificò alla Royal Rumble 2006, dove però venne eliminato da Rey Mysterio dopo appena 45 secondi di permanenza sul ring.
Nell'estate del 2006 divenne un booker presso la Deep South Wrestling (DSW) ed in seguito venne assunto come responsabile per lo sviluppo dei giovani talenti della WWE.
Mike Bucci venne licenziato dalla World Wrestling Entertainment (WWE) il 31 agosto 2007 per aver violato la politica del Wellness Program per la terza volta dal suo arrivo in federazione. Il suo nome, infatti, comparve in un elenco di lottatori che in passato erano stati clienti della Signature Pharmacy, una società farmaceutica di Orlando accusata di aver venduto steroidi ed altri medicinali senza prescrizione medica nei due anni precedenti.

## Personaggio

### Mosse finali
- Come Hollywood Nova
  - Atomic Leg Drop/Nova Leg Drop (Leg drop)
- Come Nova/Super Nova
  - Novacaine (Reverse STO)
  - Spin Doctor (Rolling cutter)
  - Deep Impact (Sitout double underhook facebuster)
  - Nova Blast (Blockbuster)
  - DDT² (DDT Squared) (Inverted DDT)
  - Sledge-O-Matic (Powerbomb seguita da un elbow drop all'inguine)
  - Elevator Drop (Torture rack powerbomb)
  - Third Degree Burn (Due rolling piledriver seguite da ua spinning sitout powerbomb)
  - Kryptonite Dust (Top rope front flip stunner)
  - Kryptonite Bomb (High angle senton bomb)
- Come Simon Dean
  - Simonizer (Arm trap inverted DDT)
  - Curb Stomp (Standing reverse Indian deathlock surfboard con un head stomp)
  - Push-up facebuster

### Musiche d'ingresso
- Superman Theme di John Williams (Circuito indipendente; 1992–1997)
- Blue World Order Theme degli Swamp Candles (ECW; 1997–1998)
- Hit Me with Your Best Shot di Pat Benatar (ECW/JAPW; 1998)
- Intergalactic dei Beastie Boys (ECW/Circuito indipendente; 1998–2003)
- One Step Closer dei Linkin Park (ECW; 2000)
- Metal Health dei Quiet Riot (ECW; 2000–2001)
- Rock Styled Song di Jim Johnston (OVW; 2003–2004)
- Simon Dean Theme di Jim Johnston (WWE/OVW; 2004–2006)

## Titoli e riconoscimenti
- American Wrestling Council
  - AWC Heavyweight Championship (1)[2]
- Border City Wrestling
  - BCW Can-Am Tag Team Championship (1)[3] – con Tommy Dreamer
- Carolina Wrestling Syndicate
  - CWS Tag Team Championship (1)[2] – con The Blue Meanie
- East Coast Wrestling Alliance
  - ECWA Tag Team Championship (1)[4] – con Frankie Kazarian
- Garden State Wrestling Alliance
  - GSWA Heavyweight Championship (1)[5]
- Great Lakes Wrestling
  - GLW World Heavyweight Championship (1)[6]
- National Wrestling Alliance
  - NWA Northeast Light Heavyweight Championship (1)[2]
- North East Wrestling
  - NEW Light Heavyweight Championship (1)[2]
- New Jack City Wrestling
  - NJCW Heavyweight Championship (1)[2]
  - NJCW Tag Team Championship (1)[2] – con Rico Casanova
- Ohio Valley Wrestling
  - OVW Heavyweight Championship (1)[7]
  - OVW Southern Tag Team Championship (1)[8] – con Aaron Stevens
- Phoenix Championship Wrestling
  - PCW Tag Team Championship (1) – con Frankie Kazarian
- Premier Wrestling Federation
  - PWF Universal Heavyweight Championship (1)[4]
- Pro Wrestling Illustrated
  - 88° tra i 500 migliori wrestler singoli nella PWI 500 (2005)[9]
- Steel City Wrestling
  - SCW Tag Team Championship (1)[3] – con The Blue Meanie
- Ultimate Pro Wrestling
  - UPW Tag Team Championship (1)[3] – con Frankie Kazarian
- World Wide Wrestling Alliance
  - WWWA Light Heavyweight Championship (1)[5]
- XCW Wrestling Mid-West
  - XCW Mid-West Heavyweight Championship (1)